# Obwodnica Olsztyna
Obwodnica Olsztyna – dwujezdniowa trasa umożliwiająca obejście Olsztyna w ciągu dróg krajowych numer: 16 i 51. Przebiega przez tereny miasta oraz sąsiednie gminy: Gietrzwałd, Stawiguda, Purda, Barczewo a po powstaniu północnego fragmentu będzie przebiegała także przez teren gminy Dywity.
Obwodnica ma na celu:
- przejęcie ruchu tranzytowego (krajowego i międzynarodowego) prowadzonego przez miasto Olsztyn
- poprawę dostępności transportowej do terenów przemysłowo-składowych miasta
- poprawę warunków dojazdu do Olsztyna z przyległych osiedli mieszkaniowych (jedno- i wielorodzinnych), a także sąsiednich gmin

## Przebieg
| odcinek                                                        | długość | oznaczenie | klasa | przebieg |
| -------------------------------------------------------------- | ------- | ---------- | ----- | --- |
| odcinek I – zachodni (obwodnica południowa)                    | 10 km   |            | GP    | od węzła Olsztyn Zachód (Kudypy) do węzła Olsztyn Południe włącznie, umożliwi połączenie tras drogi krajowej nr 16 w kierunku Ostródy i drogi ekspresowej S51 w kierunku Olsztynka z ominięciem Olsztyna |
| odcinek II – południowo-wschodni (obwodnica południowa)        | 14,7 km |            | S     | od węzła Olsztyn Południe, przez węzeł Pieczewo do węzła Olsztyn Wschód (Klebark Mały) (pierwotnie 1,9 km dalej do węzła Wójtowo), umożliwi połączenie tras drogi ekspresowej S51 w kierunku Olsztynka, drogi krajowej nr 53 w kierunku Szczytna i drogi krajowej nr 16 w kierunku Mrągowa z ominięciem Olsztyna |
| odcinek III – północno-wschodni (obwodnica północno-wschodnia) | 9,9 km  |            | ?     | umożliwi połączenie drogi krajowej nr 16 w kierunku Mrągowa i drogi krajowej nr 51 w kierunku Bezled z ominięciem Olsztyna i Dywit |

Odcinki obwodnicy pomiędzy ww. trasami określane są w różnych opracowaniach jako:
- obwodnica zachodnia, obwodnica południowa, obwodnica wschodnia
- fragment południowy, fragment wschodni, fragment północny
- obwodnica południowa (odcinek zachodni, odcinek południowo-wschodni), obwodnica północno-wschodnia (odcinek północno-wschodni)

Według początkowych koncepcji cała obwodnica miała tworzyć trasę o długości 36,5 km. W związku z uchyleniem decyzji o środowiskowych uwarunkowaniach dla obwodnicy północno-wschodniej wprowadzono rozwiązania zamienne, w ramach których na odcinku II zrezygnowano m.in. z budowy węzła Wójtowo i zakończenie opracowania za węzłem Olsztyn Wschód (skrócenie odcinka o 1,9 km).

## Odcinki istniejące

### węzeł Olsztyn Zachód – Olsztyn Południe
Część obwodnicy południowej (10 km) w ciągu drogi krajowej nr 16 – umowę na budowę odcinka podpisano 18 sierpnia 2015 z konsorcjum firm INTERCOR Sp. z o.o. z Zawiercia oraz MOST Sp. z o.o. z Sopotu. Konsorcjum wybuduje drogę za 387,5 mln zł w terminie 28 miesięcy bez wliczania okresów zimowych od 15 grudnia do 15 marca. 6 grudnia 2018 roku oddano ten odcinek do ruchu.

### węzeł Olsztyn Południe – węzeł Olsztyn Wschód
Odcinek obwodnicy południowej o długości 14,7 km w ciągu drogi ekspresowej S51. 22 marca 2016 r. została podpisana umowa na realizację odcinka w systemie „Projektuj i buduj” z firmą Budimex SA. Wartość kontraktu wynosi 913 mln zł, a termin wykonania to 28 miesięcy z wyłączeniem okresów zimowych (15 grudnia – 15 marca). 20 grudnia 2018 roku oddano do użytku pierwszy fragment obwodnicy o długości ok. 3 km od Wójtowa do węzła Olsztyn Wschód. Południowa obwodnica Olsztyna została oddana do użytku 1 lipca 2019 roku o godzinie 14:00.

## Odcinki planowane lub w przygotowaniu
- cz. obwodnicy północno-wschodniej (11,1 km) w ciągu drogi krajowej nr 51[8][9]

## Kalendarium
| Lata      | Wydarzenie |
| --------- | --- |
| 1999      | Warmińsko-Mazurskie Biuro Planowania Przestrzennego (WMBPP) planuje przystąpienie do wyznaczenia korytarza komunikacyjnego |
| 2000      | porozumienie sześciu zainteresowanych gmin w sprawie współpracy planistycznej, gwarantującej przebieg przyszłej obwodnicy |
| 2000      | opracowanie przez WMBPP „Wstępnej koncepcji obejścia Miasta Olsztyna na ciągu dróg krajowych Nr 16 i Nr 51" |
| 2000      | aktualizacja studium komunikacyjnego Miasta Olsztyna |
| 2001      | uchwalenie studium uwarunkowań i kierunków zagospodarowania przestrzennego z uwzględnieniem obwodnicy oraz jednoczesne, równoległe podobne działania w gminach ościennych – wyjątek reprezentuje Gmina Dywity sabotująca wspólne ustalenia |
| 2001      | rozpoczęcie działań Samorząd Województwa Warmińsko-Mazurskiego mających na celu wpisanie obwodnicy do Strategii rozwoju województwa i planu zagospodarowania przestrzennego województwa |
| 2004      | Wykonanie przez Fundację Rozwoju Inżynierii Lądowej w Gdańsku na zlecenie Marszałka Województwa Warmińsko Mazurskiego „Analizy warunków dla realizacji projektu obwodnicy Olsztyna” w ramach programu Łuk Południowego Bałtyku |
| 2004      | wpisanie budowy obwodnicy do programów rządowych |
| 2005      | przygotowanie przez GDDKiA SIWZ i rozpisanie przetargu na wykonanie projektu obwodnicy |
| 2005      | podpisanie porozumienia między GDDKiA, a Prezydentem Miasta Olsztyna w sprawie współfinansowania projektu obwodnicy |
| 2006      | wprowadzenie projektu budowy obwodnicy (północno-wschodniej) na listę indykatywną Programu Operacyjnego Rozwoju Polski Wschodniej |
| 2006-2007 | projektowanie przez GDDKiA wielowariantowej koncepcji przebiegu obwodnicy, uzgodnienia i konsultacje społeczne |
| 2007      | zaakceptowanie przez Komisję Oceny Przedsięwzięć Inwestycyjnych przy GDDKiA zaproponowany przez olsztyński oddział GDDKiA przebieg obwodnicy Olsztyna |
| 2007      | wprowadzenie projektu budowy obwodnicy na listę rezerwową Programu Operacyjnego Rozwoju Polski Wschodniej |
| 2007      | przyjęcie uchwałą Rady Ministrów Programu Budowy Dróg Krajowych na lata 2008–2012, w ramach którego planowana jest przebudowa drogi krajowej nr 16 wraz z budową obwodnicy Olsztyna |
| 2009      | wydanie przez Regionalnego Dyrektora Ochrony Środowiska w Olsztynie decyzji o środowiskowych uwarunkowaniach inwestycji dla części południowej obwodnicy |
| 2010      | uzyskanie decyzji o środowiskowych uwarunkowaniach inwestycji dla części północno-wschodniej |
| 2010      | uchwalenie aktualizacji „Studium uwarunkowań i kierunków zagospodarowania przestrzennego miasta Olsztyna” przyjmującego obwodnicę jako element podstawowy układu komunikacyjnego miasta w realnej perspektywie jej wykonania |
| 2010      | odmowa Ministerstwa Finansów i Ministerstwa Transportu w sprawie przydziału środków na częściowe finansowanie, zapewniające kontynuację projektu, budowy obwodnicy |
| 2011      | zakończenie przez GDDKiA projektu budowlanego południowej części obwodnicy |
| 2011      | przyjęcie uchwałą Rady Ministrów Programu Budowy Dróg Krajowych na lata 2011–2015 z pominięciem budowy obwodnicy Olsztyna na liście podstawowej |
| 2011      | odmowa Ministerstwa Finansów i Ministerstwa Transportu w sprawie przydziału środków na częściowe finansowanie, zapewniające kontynuację projektu, budowy obwodnicy |
| 2012      | Wojewódzki Sąd Administracyjny w Warszawie uchylił decyzję środowiskową dla północno-wschodniej obwodnicy Olsztyn |
| 2012      | odmowa Ministerstwa Finansów i Ministerstwa Transportu w sprawie przydziału środków na częściowe finansowanie, zapewniające kontynuację projektu, budowy obwodnicy |
| 2013      | uzyskanie przez GDDKiA zgody na złożenie do wojewody warmińsko-mazurskiego wniosku o wydanie decyzji o zezwoleniu na realizację inwestycji drogowej (ZRID) dla obwodnicy południowej |
| 2013      | ogłoszenie przez GDDKiA przetargów ograniczonych na budowę 24,7 km obwodnicy (południowej) w ciągu drogi krajowej nr 16: |
| 2014      | Zespół Oceny Przedsięwzięć Inwestycyjnych przy GDDKiA Oddział w Olsztynie przyjął, a Generalny Dyrektor Dróg Krajowych i Autostrad zatwierdził dokumentację projektową na budowę obwodnicy Olsztyna do realizacji w dwóch zadaniach – koncepcję rozwiązań zamiennych polegających m.in. na podwyższeniu klasy technicznej części obwodnicy Olsztyna na odcinku Olsztyn Południe – Olsztyn Wschód do drogi ekspresowej S51 |
| 2015      | podpisanie umowy na budowę pierwszego odcinka obwodnicy Olsztyna (Olsztyn Zachód - Olsztyn Południe) w ciągu drogi krajowej nr 16 |
| 2015      | spotkanie Prezydenta Olsztyna ze starostą olsztyńskim, burmistrzem Barczewa i wójtami okolicznych gmin w celu zawarcia porozumienia w sprawie nowego projektu północnej obwodnicy miasta z uwzględnieniem objazdu zarówno od wschodniej, jak i zachodniej strony Olsztyna |
| 2019      | otwarcie 1 lipca 2019 o godzinie 14:00 |